# جون جوناس غروين
جون جوناس غروين (بالإنجليزية: John Jonas Gruen)‏ هو ناقد فني أمريكي، ولد في 12 سبتمبر 1926، وتوفي في 12 يوليو 2016.